# Aura Kingdom
Aura Kingdom è un MMORPG free-to-play sviluppato dall'azienda taiwanese X-Legend. È anche noto in Taiwan e Hong Kong come Fantasy Frontier Online, mentre in Giappone, inizialmente conosciuto semplicemente come Gensō shin'iki (幻想神域?), dopo un significativo aggiornamento ha cambiato nome in Gensō shin'iki: Cross to Fate.
Annunciato ufficialmente il 12 agosto 2013 all'Otakon 2013, il gioco è stato pubblicato da Aeria Games il 6 gennaio 2014 e distribuito da Steam a partire da luglio dello stesso anno.

Schermata dell'edizione Cross to Fate

## Accoglienza
Xairylle di Tech in Asia ha lodato il gioco per la trama, il character design in stile anime ben fatto e la grafica impressionante, ma ha anche messo in evidenza la scarsità di dungeon, la ripetitività e il gameplay poco impegnativo.